# Кабинет Джона Адамса
Кабинет Джона Адамса — администрация 2-го президента США Джона Адамса управляющая Соединёнными Штатами Америки с 4 марта 1797 по 4 марта 1801.

## Приход к власти Адамса
Джон Адамс был вице-президентом при президенте Вашингтоне, однако Вашингтон фактически отстранил его от участия в работе Кабинета. Заседания Кабинета, которые Адамс посетил за годы президентства Вашингтона можно сосчитать по пальцам. Сам Адамс отозвался о посте вице-президента так: "Самая незначительная должность из всех, когда-либо созданных человеческим воображением". Однако несмотря на это, Адамс победил на президентских выборах 1796 и стал президентом США, всего на 3 голоса получил меньше Томас Джефферсон, который стал вице-президентом США, таким образом впервые в истории США президент и вице-президент принадлежали к разным политическим лагерям. Адамс был федералистом, а Джефферсон — демократом-республиканцем.

## Формирование Кабинета
4 марта 1797 состоялась инаугурация Адамса и Джефферсона. Все министры занимавшие свои должности на момент ухода Вашингтона с поста президента США, сохранили свои должности в кабинете Адамса:
- Тимоти Пикеринг — государственный секретарь США;
- Оливер Уолкотт — министр финансов США;
- Джеймс МакГенри — военный министр США;
- Чарльз Ли — генеральный прокурор США;
- Джозеф Хабершам — генеральный почтмейстер США.

18 июня 1798 появился еще один член Кабинета, был учреждён пост военно-морского министра США и им стал Бенджамин Стоддерт.

## Изменения в составе Кабинета
Кабинет Адамса отличался относительной стабильностью, только в последний год президентства Адамса произошли крупные перестановки в Кабинете. 12 мая 1800 в отставку с поста государственного секретаря США подаёт Тимоти Пикеринг, 13 мая временным и.о. государственного секретаря назначен Чарльз Ли — генеральный прокурор США, который был им до 5 июня. А 13 июня 1800 на пост государственного секретаря был назначен Джон Маршалл.
1 июня 1800 в отставку подал военный министр Деймс МакГенри, его преемником стал Сэмюэл Декстер, который занимал этот пост до 31 января 1801. А 1 января 1801 Сэмюэль Декстер занял пост министра финансов США.